# هارفي بروم
هارفي بروم (بالإنجليزية: Harvey Broome)‏ هو محامي أمريكي، ولد في 15 يوليو 1902 في نوكسفيل في الولايات المتحدة، وتوفي بنفس المكان في 8 مارس 1968.